# Dekanat Głowno
Dekanat Głowno – jeden z 21 dekanatów diecezji łowickiej.
W skład dekanatu wchodzą następujące parafie:
- Parafia św. Andrzeja Apostoła i św. Małgorzaty w Dmosinie
- Parafia św. Bartłomieja Apostoła w Domaniewicach
- Parafia św. Barbary w Głownie
- Parafia św. Jakuba Apostoła w Głownie
- Parafia św. Maksymiliana Kolbego w Głownie
- Parafia św. Wojciecha Biskupa i Męczennika w Mąkolicach
- Parafia Narodzenia Najświętszej Maryi Panny w Starym Waliszewie

 Dziekan 
- ks. kan. dr Stanisław Banach – proboszcz w parafii św. Jakuba Apostoła w Głownie

 Wicedziekan 
- ks. kan. Andrzej Kapaon – proboszcz w parafii św. Barbary w Głownie

 Ojciec duchowny 
- ks. kan. Tomasz Trzciński – proboszcz w parafii św Maksymiliana Kolbego w Głownie